# Vindhja
Vindhja (hindsky विंध्य, Vindhja nebo विन्ध्याचल, Vindhjáčal, anglicky Vindhya Range) je pohoří ve střední Indii, převážně ve státě Madhjapradéš. Táhne se v délce asi 1000 km ze západojihozápadu na východoseverovýchod zhruba podél obratníku Raka. Nadmořská výška se pohybuje mezi 450 a 900 m. Některé prameny (např. MSN Encarta) uvádějí nejvyšší bod 1113 m n. m., ale neuvádějí jeho polohu ani název. Skutečným nejvyšším bodem je zřejmě kóta 881 m jihovýchodně od obce Mánpur (na silnici č. 3) a severně od města Mahešvár (na řece Narmadá).
Vindhja je často označována za předěl mezi severní a jižní Indií. V minulosti šlo i o předěl kulturně-jazykový: v Indoganžské nížině na severu žily árijské kmeny hovořící sanskrtem, zatímco Dekánskou plošinu na jihu obývali Drávidové.
Vindhja je zlomové pohoří budované vyzvednutými usazeninami, zejména pískovci, s občasnými čedičovými výlevy. Severní strana pozvolna přechází v plošinu Vindhja kolem měst Bhópál a Indúr. Jižní strana je mnohem strmější, spadá do širokého údolí řeky Narmadá, za níž se zvedá ještě vyšší paralelní pohoří Sátpurá.
Ve Vindhji leží národní park Bandhavgarh (hindsky बांधवगढ राष्ट्रीय उद्दान, Bándhavagadha ráštríja uddána).